# Denilson Manzali
Denilson Manzali Carvalho, conosciuto in Brasile con lo pseudonimo Arrepiu (Londrina, 21 giugno 1977), è un giocatore di calcio a 5 brasiliano.

## Carriera
Dopo un ottimo inizio carriera nei vari campionati brasiliani, è giunto in Italia nel febbraio del 2003, ingaggiato dalla Roma RCB; nella stagione successiva è passato al Genzano mentre nella 2005/2006 si è trasferito alla Lazio. Ha giocato nel Pescara per tre campionati consecutivi per poi tornare a vestire la maglia della Lazio. Nell'estate del 2010 passa al Putignano e a fine stagione firma per la neonata Riviera Marche ma a causa della rinuncia a proseguire il campionato da parte della società, a dicembre passa nelle file dell'Orte in serie B dove vince il campionato. Nell'agosto 2013 viene ufficializzato il suo passaggio alla Maran Nursia ma già a metà campionato (16 gol in 11 partite) lascia la squadra per tornare a fianco della famiglia in Brasile, accasandosi con il Cascavel, squadra che l'aveva lanciato. A inizio 2015 ha giocato nella squadra del Charleroi 21 prima di tornare nella sua città natale per vestire la maglia del Colégio Londrinense. Nel gennaio del 2016 fa ritorno in Italia, accordandosi con il Catania in Serie A2.

## Palmarès
- Campionato paranense: 3

Cascavel: 1999, 2000, 2001
- Campionato brasileiro: 1

Ulbra: 2002
- Coppa do Paranà: 1

Cascavel: 1999/2000

### Individuali
- Capocannoniere: 4

Gremio : 1997/1998 (45 reti)
Cascavel: 2000 (32 reti), 2002 (35 reti)
Genzano: 2004/2005